# 阮泰
阮泰（越南语：／，1930年1月30日—），越南共和國記者、公務員，曾任越南共和國國家通訊社越南新聞社社長。

## 生平
1930年1月30日，阮泰出生於越南順化。

## 個人生活
根據1974年出版的《越南名人錄》，阮泰已婚，育有四個子女。

## 著作
- 《南越可以存活嗎？》（Is South Vietnam Viable?），1962年

## 註腳
1. ↑  據其回憶錄中提到自己名字來源於「三陽開泰」一詞